# Comisión Pontificia Bíblica
La Pontificia Comisión Bíblica (Commissio Pontificia de Re Biblica) es un organismo supremo de la Iglesia católica en materia bíblica, creado por el Papa León XIII con su carta apostólica Vigilantiae studiique el 30 de octubre de 1902, y que en sus inicios estuvo formado por varios cardenales en calidad de miembros y por peritos en materia bíblica con el nombre y oficio de consultores, hasta que la reforma de Pablo VI cambió la composición por especialistas en distintas materias.
La respuesta doctrinal, que a la llamada cuestión bíblica esbozó León XIII en su encíclica Providentissimus Deus, necesitaba, como complemento imprescindible, realizaciones prácticas, que, promoviendo entre los católicos el estudio científico de la Biblia y aprovechando para su interpretación los avances de las ciencias, taponaran la brecha que aquel movimiento había abierto en la ortodoxia. A esta necesidad responden en la última década del siglo XIX y en la primera del XX la fundación por iniciativa privada de la Escuela Bíblica de Jerusalén y la creación Pontificia de la Comisión Bíblica del Pontificio Instituto Bíblico en Roma, y de la Comisión para la Revisión de la Vulgata.
La doble finalidad de la Pontificia Comisión Bíblica, defender la ortodoxia en la interpretación de la Biblia y promover el estudio científico de la misma, queda patente en las mencionadas letras apostólicas de León XIII y en el reglamento que se hizo público en abril de 1903:

«La Comisión tendrá por objeto: 1) Proteger y defender absolutamente la integridad de la fe católica en materia bíblica. 2) Promover con el debido celo y competencia el progreso en la exposición o exégesis de los libros divinos... 3) Interponer su juicio para dirimir las controversias de especial gravedad que pudieran surgir entre sabios católicos. 4) Responder a las consultas de los católicos».

Los cometidos 5 al 7, montar una biblioteca bíblica especializada, publicar estudios y editar una revista bíblica, crear un Instituto para estudio y enseñanza de la Biblia fueron encomendados al Pontificio Instituto Bíblico a partir de su creación en 1909 y a la Comisión para la Revisión de la Vulgata fundada en 1907.
El organismo pontificio comenzó por instituir el premio Lord Braye para la mejor disertación bíblica sobre tema previamente establecido, que sólo se adjudicó en 1905 y 1906. En 1904 se confió a la Comisión la facultad de conferir grados de licencia y doctorado en Ciencias Bíblicas, que a partir de 1916 se extendió al Pontificio Instituto Bíblico para bachillerato y licencia y posteriormente, desde 1928, para el doctorado también. Pero la principal actividad de la Comisión han sido sus llamados decretos doctrinales en forma de respuestas, declaraciones o cartas. Se perciben claramente cuatro etapas distintas:
- la primera, hasta 1915, se caracteriza por la defensa de la autenticidad, historicidad e interpretación de libros y pasajes especialmente discutidos;
- la segunda, desde 1915 hasta 1940, se sitúa en una línea de estímulo a los estudiosos;
- la tercera etapa, desde 1940 hasta 1971, acentúa la misma línea; durante esta etapa, que incluye la realización del Concilio Vaticano II, se gestan las nuevas transformaciones que se producirían en pleno Papado de Pablo VI;
- la cuarta etapa se inicia el 27 de junio de 1971, en el marco de la reforma post-conciliar, cuando Pablo VI establece en su Acta Apostolicae Sedis 63 una organización y normas de funcionamiento distintas para la Comisión. En 15 breves artículos se definió la nueva estructura: los Miembros ya no serían Cardenales asistidos por consultores, sino docentes de Ciencias bíblicas provenientes de varias escuelas y naciones, que se distingan por ciencia, prudencia y sentir católico respecto al Magisterio eclesiástico (art. 3).

En su organización, funciona por Asamblea plenaria para la adopción de las resoluciones más importantes, integrada por veinte miembros y un Presidente que debe ser el Cardenal Prefecto de la Congregación para la Doctrina de la Fe. El vicepresidente asiste el presidente y es elegido por los integrantes de la Comisión.
Los integrantes son especialistas reconocidos mundialmente en diferentes campos de la exégesis bíblica (Pentateuco, libros proféticos, libros sapienciales, Evangelios sinópticos, escritos joánicos, epístolas paulinas, Apocalipsis, etc). Algunos de ellos han formado parte de la Comisión durante más de un período; tal el caso del reconocido biblista Raymond E. Brown, quien integró la Comisión en el período 1972-1978 y, nuevamente, en 1996 hasta su muerte en 1998.

## Composición
- Arzobispo Luis Francisco Ladaria Ferrer (presidente)
- Rvda. S. Nuria Calduch-Benages, (secretaria)
- Jean-Noël Aletti, S.I.
- Abbé Olivier Artus
- Miguel Antonio Barriola
- Pietro Bovati, S.I.
- John Chijioke Iwe
- Juan Miguel Díaz Rodelas
- Christoph Dohmen
- Abbot Denis Farkasfalvy, O.Cist.
- Francolino Gonçalves, O.P.
- P. Prosper Grech, O.S.A
- Thomas Manjaly
- Fearghus O'Fearghail
- Yeong-Sik Johan Pahk
- Ney Brasil Pereira
- Donald Senior, C.P.
- Ramón Trevijano Etcheverría
- Andrés María García Serrano
- Núria Calduch Benages
- Federico Giuntoli
- Marcin Kowalski
- Blazej Strba
- Paul Béré, SJ
- Philippe Lefebvre
- Henry Pattarumadathil
- Bénédicte Lemmelijn
- Maria Armida Nicolaci
- Ugo Vanni, S.I.
- Henryk Witczyk
- Carlos Zesati Estrada, M.Sp.S
- Rvdo. Don Alessandro Belano, F.D.P. (secretario técnico)

## Nota
- El contenido de este artículo incorpora material de la Gran Enciclopedia Rialp que mediante una autorización permitió agregar contenidos y publicarlos bajo licencia GFDL. La autorización fue revocada en abril de 2008, así que no se debe añadir más contenido de esta enciclopedia.